# Andy Kulberg
Andy Kulberg (* 30. April 1944 in Buffalo, Bundesstaat New York; † 29. Januar 2002 im Fairfax, Marin County) war ein US-amerikanischer Rockmusiker (Querflöte, Bass) und Produzent. Bekannt wurde er als Mitglied der Bands Blues Project und Seatrain.

## Leben
Andy Kulberg hatte eine klassische Ausbildung auf der Querflöte, wurde 1965 jedoch Bassist des Blues Project von Danny Kalb. Zuvor hatte er bereits mit Roy Blumenfeld und Al Kooper zusammen gespielt, die ebenfalls im Blues Project waren. 1966 nahm die Band das Stück Flute Thing auf, bei dem Kulberg sein eigentliches Instrument spielte.
Nach der Auflösung des Blues Project gründeten Kulberg und Blumenfeld die Band Seatrain, die bis 1974 bestand. Danach spielte er mit verschiedenen Künstlern und Bands, darunter David Grisman und Sylvia McNair.
Andy Kulberg starb 2002 in Kalifornien.